# Irinel
Irinel este o piesă de teatru din 1911/1912 de Barbu Ștefănescu Delavrancea, o comedie în 3 acte. Este o dramatizare a nuvelei omonime de Delavrancea.  A avut prima reprezentație la 13 decembrie 1911 la Teatrul Național din București, cu actorii Ion Brezeanu, Agepsina Macri, Vasile Toneanu, Tony Bulandra și Aristizza Romanescu în rolurile principale. Potrivit scriitorului Nicolae D. Cocea spectacolul a fost „un dezastru”.  În ciuda slabei sale realizări dramaturgice, piesa precede Bujoreștii (1913) de Caton Theodorian (en) - piesă care a fost foarte apreciată până în perioada interbelică.
Piesa Irinel a fost tipărită în volum în 1912 la Editura Socec sub semnătura „Delavrancea”.

## Prezentare
Tânărul Iorgu este un orfan care locuiește în casa unchiului său (Boierul Mieluș) care îi este și tutore. El este îndrăgostit de verișoara sa dar nu se poate căsători cu ea pentru a nu contraria convingerile unchiului său.

## Personaje
- Iorgu
- Boierul Mieluș